# Washington (Arkansas)
Washington ist eine Stadt im Ozan Township, Hempstead County, Arkansas, Vereinigte Staaten. Das U.S. Census Bureau hat bei der Volkszählung 2020 eine Einwohnerzahl von 94 ermittelt. Es ist Teil des Hope Micropolitan Statistical Area. Die Stadt beherbergt den Historic Washington State Park.

## Geschichte
Seit seiner Gründung im Jahr 1824 war Washington eine wichtige Station auf dem zerklüfteten Southwest Trail für Pioniere, die nach Texas reisten. Im selben Jahr wurde es als „Sitz der Justiz“ für dieses Gebiet eingerichtet, und 1825 wurde das Hempstead County Court of Common Pleas eingerichtet, das sich in einem Gebäude befindet, das neben einer Taverne errichtet wurde, die dem früher ansässigen Elijah Stuart gehörte. Zwischen 1832 und 1839 passierten Tausende von Choctaw-Indianern Washington auf ihrem Weg ins Indianerterritorium. Die Grenzgänger und Nationalhelden James Bowie, Sam Houston und Davy Crockett reisten alle auf dem Weg zur Schlacht von Alamo durch Washington. Houston soll 1834 in einer Taverne in Washington Teile der Aufstandsstrategie geplant haben. James Black, einem Schmied aus Washington, wird die Herstellung eines Messers zugeschrieben, das als das legendäre Bowiemesser bekannt wurde, das von James Bowie getragen wurde. Während des Krieges mit Mexiko, der 1846 begann, wurde Washington zu einem Sammelpunkt für freiwillige Truppen auf dem Weg zum Dienst in der US-Armee. Später wurde die Stadt zu einem wichtigen Dienstleistungszentrum für Pflanzer, Händler und Fachleute der Region. Nach der Eroberung von Little Rock durch die Unionsarmee im Jahr 1863 verlegte die pro-konföderierte Regierung der Staaten von Amerika die Büros der Landesregierung für kurze Zeit nach Hot Springs, gründete die Landesregierung dann schließlich von Washington aus und machte sie zur Landeshauptstadt bis 1865. Nach dem Bau der Cairo and Fulton Railroad acht Meilen südlich von Washington, die einen Großteil des Staates mit Little Rock verband, begann die Stadt einen langsamen Niedergang. Jetzt an der Hauptreiseroute der Gegend gelegen, übernahm Hope Washingtons ehemals wichtige Rolle.

## Lage
Washington liegt 16 km nordwestlich vom Verwaltungssitz des Countys in Hope. Die U.S. Highway 278 führt als Columbus Street durch Washington und führt südöstlich nach Hope und nordwestlich 31 km nach Nashville. Der Arkansas Highway 195 hat seinen nördlichen Endpunkt in Washington und führt 23 km südwestlich nach Fulton am Red River.

## Söhne und Töchter der Stadt
- Jenny Eakin Delony (1866–1949), Malerin und Pädagogin
- Albert G. Simms (1882–1964), Politiker